# Уржумка (река)
Уржу́мка (мар. Вӱрзым вӱд) — река в республике Марий Эл и Кировской области, правый приток Вятки (бассейн Волги).
Длина реки — 109 км, 59 из которых протекают по территории Уржумского района Кировской области. Площадь водосборного бассейна — 1780 км².
На Уржумке расположен город Уржум, от которого она судоходна. Другие крупные населённые пункты на реке — сёла Большое Опарино, Сенда, Мари-Билямор (Марий Эл); Лопьял, Богданово (Кировская область).

## Притоки
(км от устья)
- Сиг (лв)
- Пинбинка (лв)
- Шенерка (лв)
- Шуринка (пр)
- 33 км: Ашланка (лв)
- 42 км: Сабинка (лв)
- Арсабка (лв)
- 52 км: Пилинка (лв)
- Нусинка (лв)
- Колмасинка (пр)
- 63 км: Ирека (пр)
- 65 км: Ашланка (лв)
- 69 км: Ноля (лв)
- река Сендинка (лв)
- 87 км: Шумба (лв)
- 87 км: Масаринка (пр)
- Пиштанка (лв)
- 93 км: Сукма (лв)
- Пашинка (лв)
- Пашаиля (лв)

## Данные водного реестра
По данным государственного водного реестра России относится к Камскому бассейновому округу, водохозяйственный участок реки — Вятка от водомерного поста посёлка городского типа Аркуль до города Вятские Поляны, речной подбассейн реки — Вятка. Речной бассейн реки — Кама.